# Josef Manger
Josef Manger (ur. 26 maja 1913 w Bambergu, zm. 13 marca 1991 w Tutzing) – niemiecki sztangista.
Na Igrzyskach Olimpijskich w Berlinie w 1936 zdobył złoty medal w wadze ciężkiej (powyżej 82,5 kg). Do jego osiągnięć należą również dwa tytuły mistrza świata (1937, 1938). Wywalczył także dwa medale mistrzostw Europy − złoty (1935) i srebrny (1934).
Sześciokrotnie był mistrzem Niemiec (1935, 1936, 1938, 1939, 1940, 1941).